# Kazumi Takada
Kazumi Takada (jap. 高田 一美 Takada Kazumi; ur. 28 czerwca 1951, zm. 1 października 2009) – japoński piłkarz, reprezentant kraju.

## Kariera klubowa
Od 1971 do 1979 roku występował w klubie Mitsubishi Motors.

## Kariera reprezentacyjna
W reprezentacji Japonii zadebiutował w 1970. W reprezentacji Japonii występował w latach 1970-1975. W sumie w reprezentacji wystąpił w 16 spotkaniach.

## Statystyki
| Reprezentacja Japonii | Reprezentacja Japonii | Reprezentacja Japonii |
| Rok                   | Mecze                 | Gole                  |
| --------------------- | --------------------- | --------------------- |
| 1970                  | 4                     | 0                     |
| 1971                  | 0                     | 0                     |
| 1972                  | 5                     | 0                     |
| 1973                  | 3                     | 0                     |
| 1974                  | 0                     | 0                     |
| 1975                  | 4                     | 0                     |
| Razem                 | 16                    | 0                     |